# International Statistical Review
L’International Statistical Review est la revue principale de l'Institut international de statistique (ISI) et de sa famille d'organismes associés.  C'est une revue scientifique ont les articles sont soumis à l'évaluation par les pairs ; dans sa forme actuelle, elle est créée en 1972 et publiée par John Wiley & Sons pour l'Institut international de statistique. Elle prend la suite de la Revue de l’Institut International de Statistique dont elle conserve le titre.

## Thèmes
La revue est la revue phare de l'Institut international de statistique (ISI) et de sa famille d'organismes associés. Elle publie des articles de statistique dans tout le spectre de la profession statistique, y compris les aspects les plus pertinents de la théorie des probabilités. Elle publie des documents de recherche originaux d'intérêt pour le grand public, des études détaillées sur des domaines particuliers de la statistique et des probabilités, et rend compte des développements récents en matière de statistique, d'équipements informatiques, de programmes de synthèse, de méthodes d'enseignement et d'expérimentation.
Le type d'articles qui y sont publiés comprend notamment :
- des études et synthèses sur les développements importants en matière de théorie, de méthodologie, de calcul et de représentation graphique des statistiques, d'enseignement de domaines d'application ;
- des tutoriels sur des sujets importants ;
- des articles d'exposition sur les nouveaux domaines de recherche ou d'application ;
- des articles décrivant de nouveaux développements et/ou défis dans des domaines pertinents ;
- des articles traitant de questions fondamentales ;
- des articles sur l'histoire de la statistique et des probabilités ;
- des livres blancs sur des sujets d'importance pour la profession ou la société ;
- l'évaluation historique d'articles de fond dans le domaine et leur impact.

Les articles doivent présenter un intérêt pour un éventail suffisamment large de membres de l'ISI et de sa famille d'associations, qui comprend des chercheurs et des praticiens des milieux universitaires, gouvernementaux, commerciaux et industriels.

## Résumés et indexation
Le journal est indexé et ses articles sont résumés entre autres dans CompuMath Citation Index, Current Index to Statistics, Materials Science & Engineering Database, MathSciNet, Periodical Index Online, Science Citation Index Expanded, Scopus, Web of Science, Zentralblatt MATH. Sur SCImago Journal Rank, le journal présente un facteur d'impact de 2,209 pour 2018.

## Historique
La revue a été fondée en 1933, sous le nom Revue de l’Institut International de Statistique, et a été publiée sous ce nom jusqu'en 1971. La numérotation va du volume 1, au volume 39 n°3 en 1971. Au début, un volume annuel, puis semestrieln enfin trois fois an an. En 1972, elle adopte le nom anglais. Tous les numéros de 1972 à 2014 sont accessibles sur jstor, ceux de 1933 à 1970 sous le nom  « Revue de l'Institut International de Statistique » (accès payant).